# Acoryphella agilis
Acoryphella agilis är en insektsart som beskrevs av Baccetti 1984. Acoryphella agilis ingår i släktet Acoryphella och familjen gräshoppor. Inga underarter finns listade i Catalogue of Life.